# Pernes
Pernes település Franciaországban, Pas-de-Calais megyében. Lakosainak száma 1586 fő (2022. január 1.). Pernes Aumerval, Camblain-Châtelain, Floringhem, Marest, Pressy és Sachin községekkel határos.

## Népesség
A település népességének változása:
| Lakosok száma | 1625 | 1620 | 1665 | 1686 | 1659 | 1633 | 1606 | 1593 | 1586 |
|               | 2013 | 2015 | 2016 | 2017 | 2018 | 2019 | 2020 | 2021 | 2022 |